# Mobiliário
Mobiliário é o conjunto de móveis, assentos ou camas de um cômodo. Tem o intento de fornecer a seus habitantes e usuários utilidades específicas que lhes facilitam as atividades cotidianas, como comer, dormir, descansar, ler, entre outras. Também pode ter uma função simbólica ou religiosa.

## Significado
Mobiliário significa «relativo a móveis (a mobília)», «referente a bens móveis»

## Materiais
Historicamente os móveis utilizavam mais tradicionalmente a madeira como material principal de sua constituição, entretanto sempre foram utilizados outros materiais como metais, ossos, pedra, cerâmica e, mais recentemente, plásticos. Para algumas funções específicas de revestimento e embelezamento também são usados materiais como papel, tecido, peles de animais, couro, fibras vegetais, entre outros.

## História
O mobiliário vem guarnecendo as residências humanas seguramente desde o período neolítico, mas somente os objetos feitos em materiais mais duráveis e resistentes chegaram aos nossos dias. Os móveis de madeiras mais antigos de que se tem notícia datam de aproximadamente 2700 AC e são originados do Egito antigo.
Carreteira, era uma antiga profissão portuguesa, executada por mulheres, que consistia no transporte de móveis à cabeça.

## Projetos relacionados

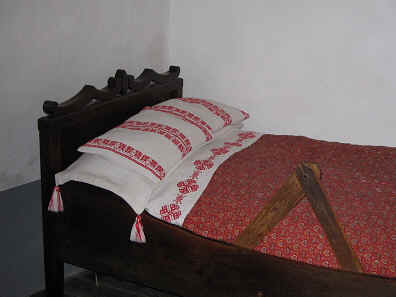
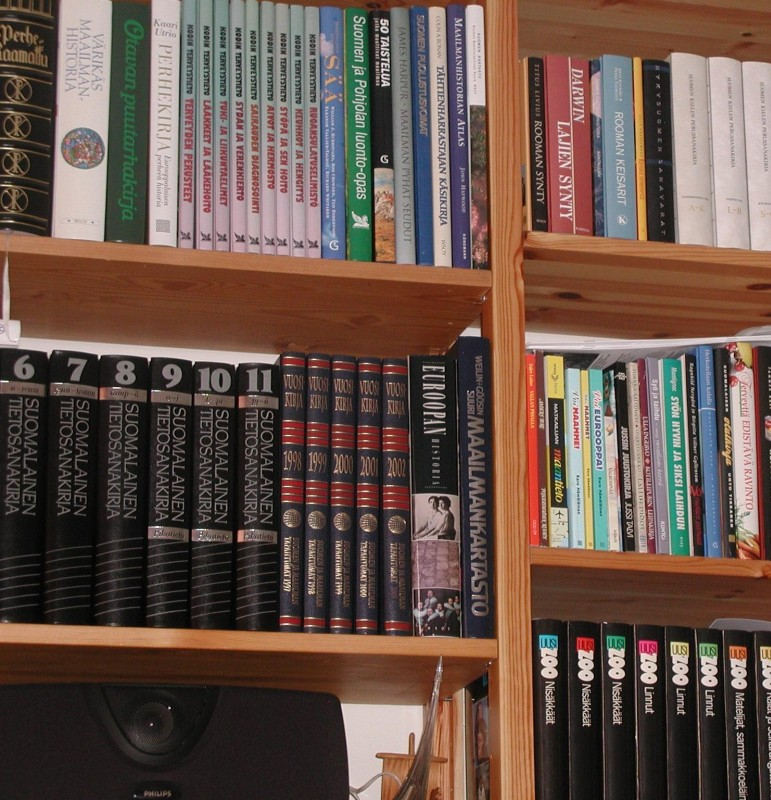
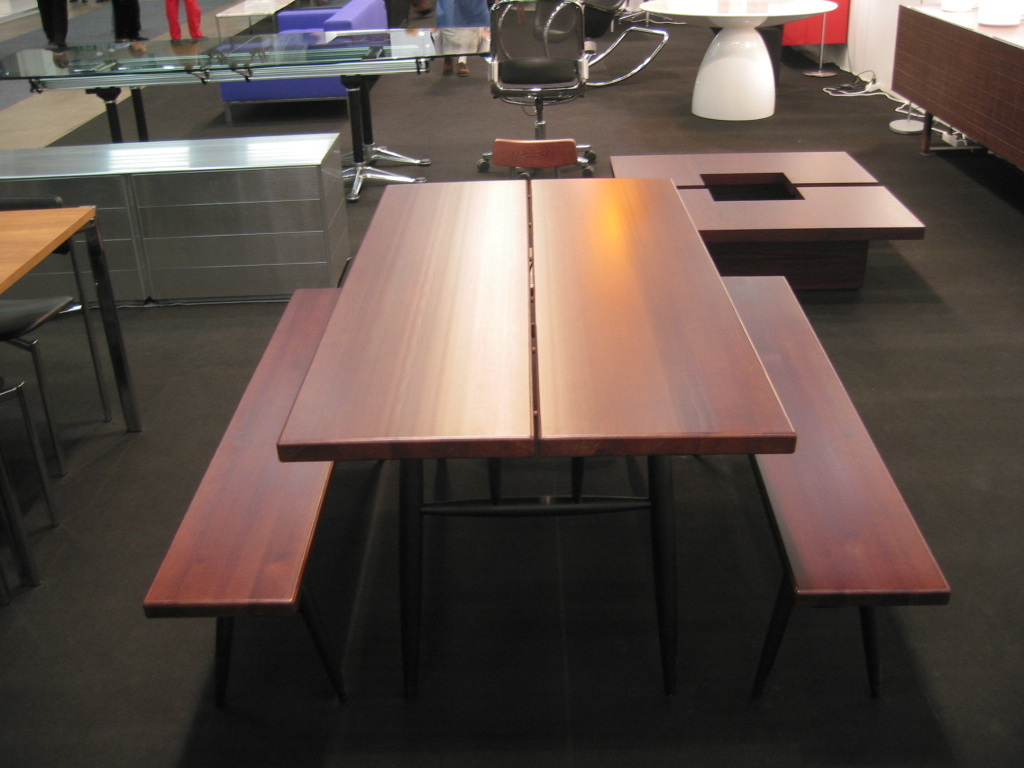
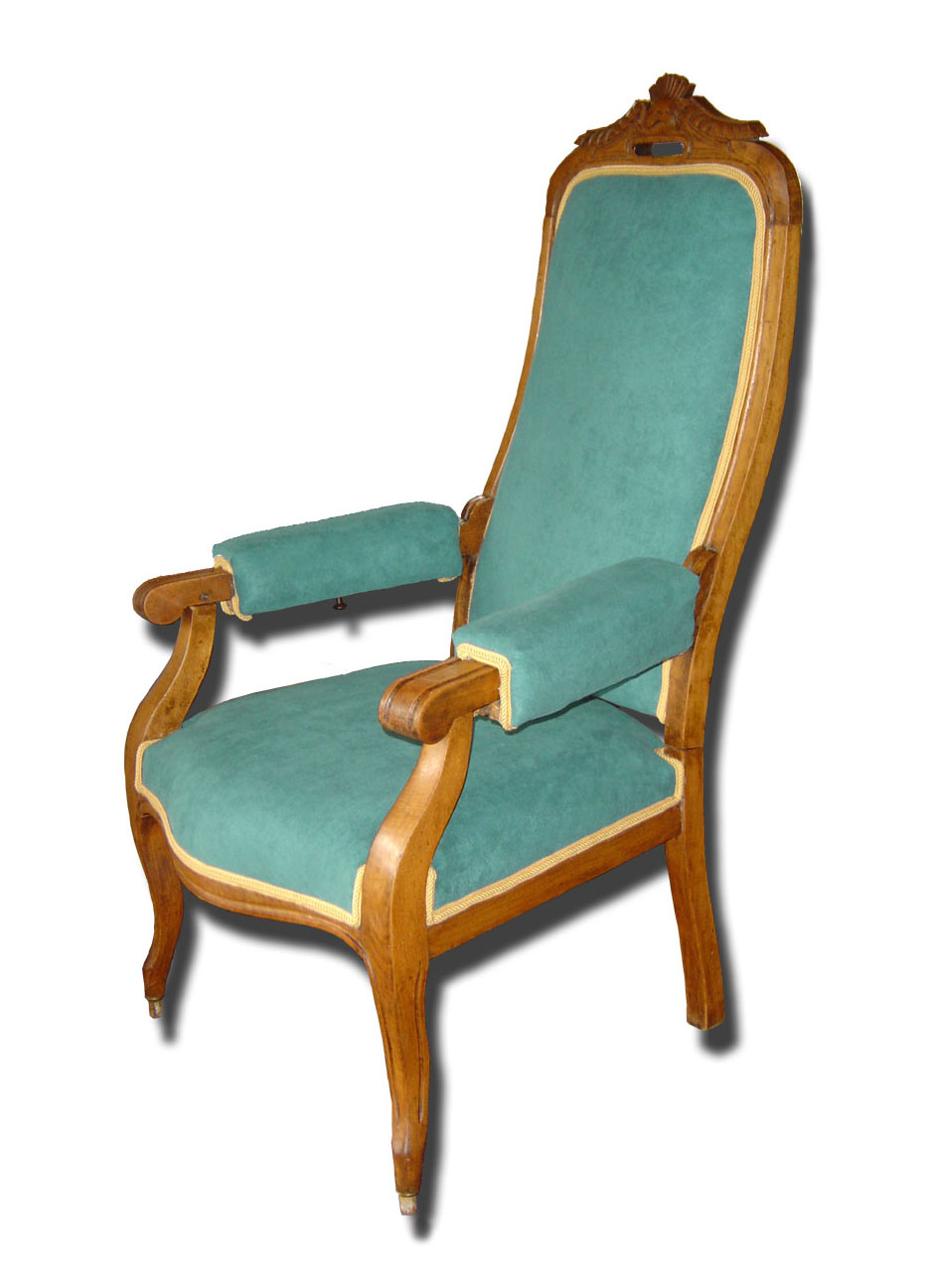
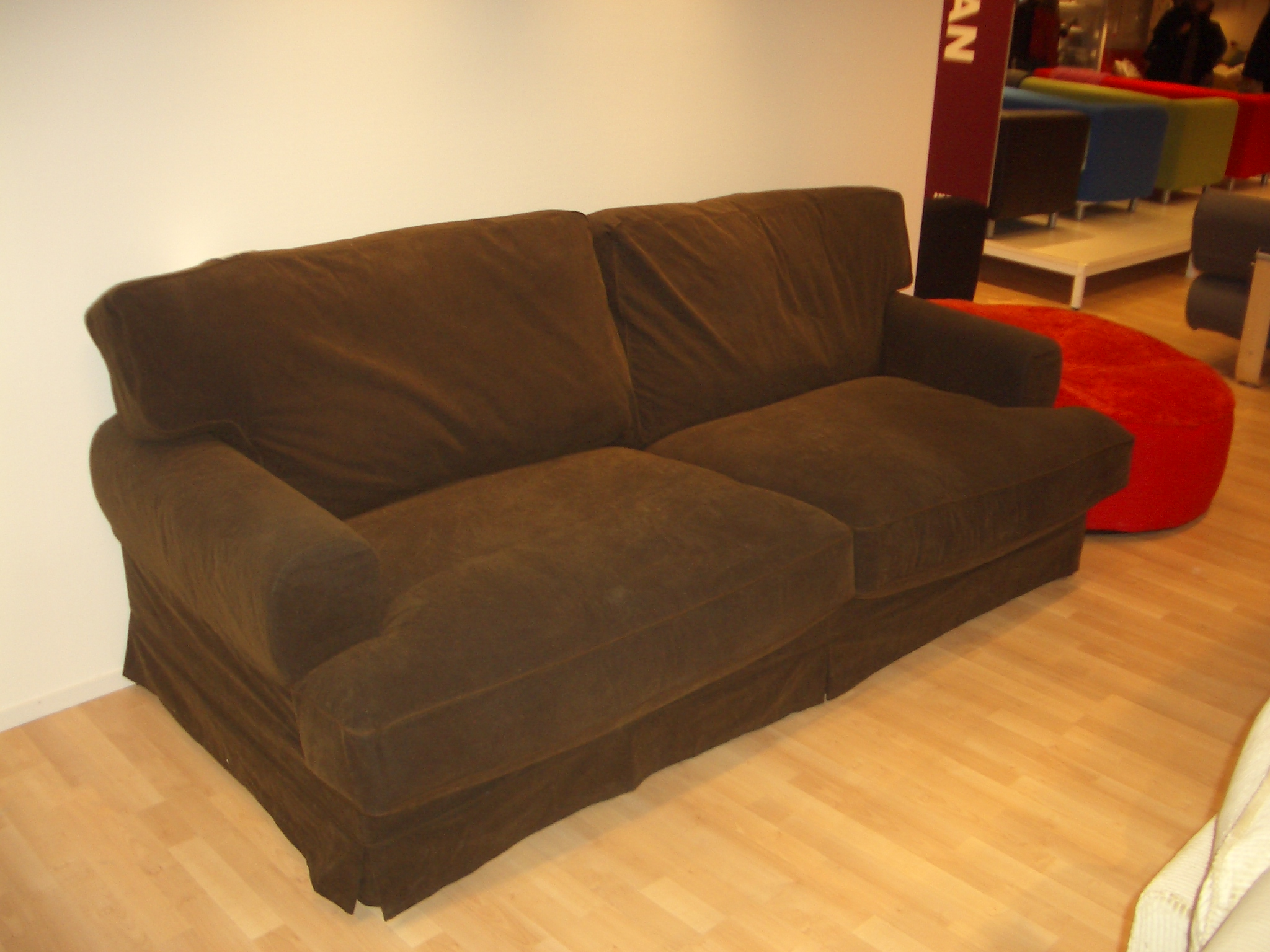
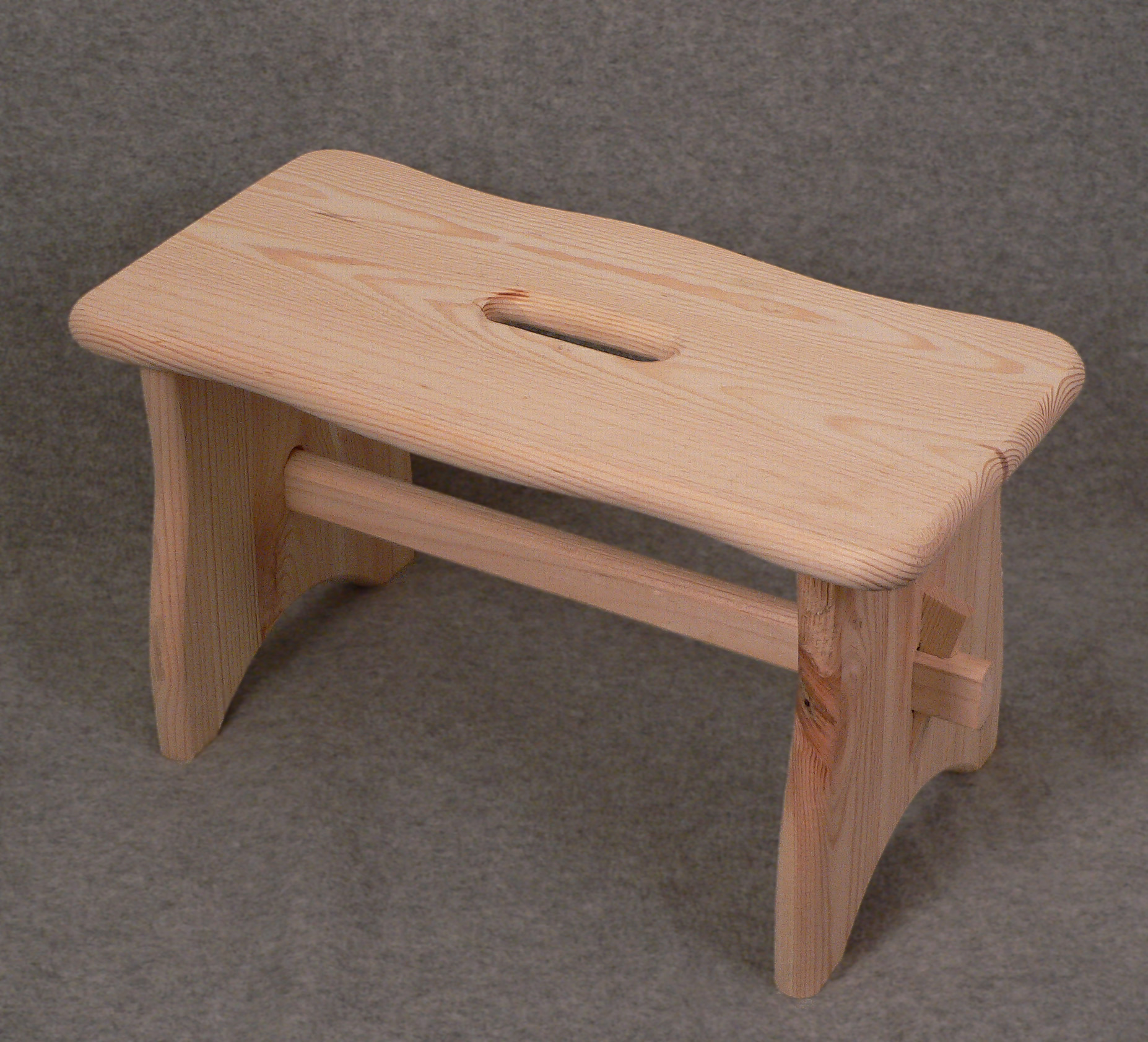
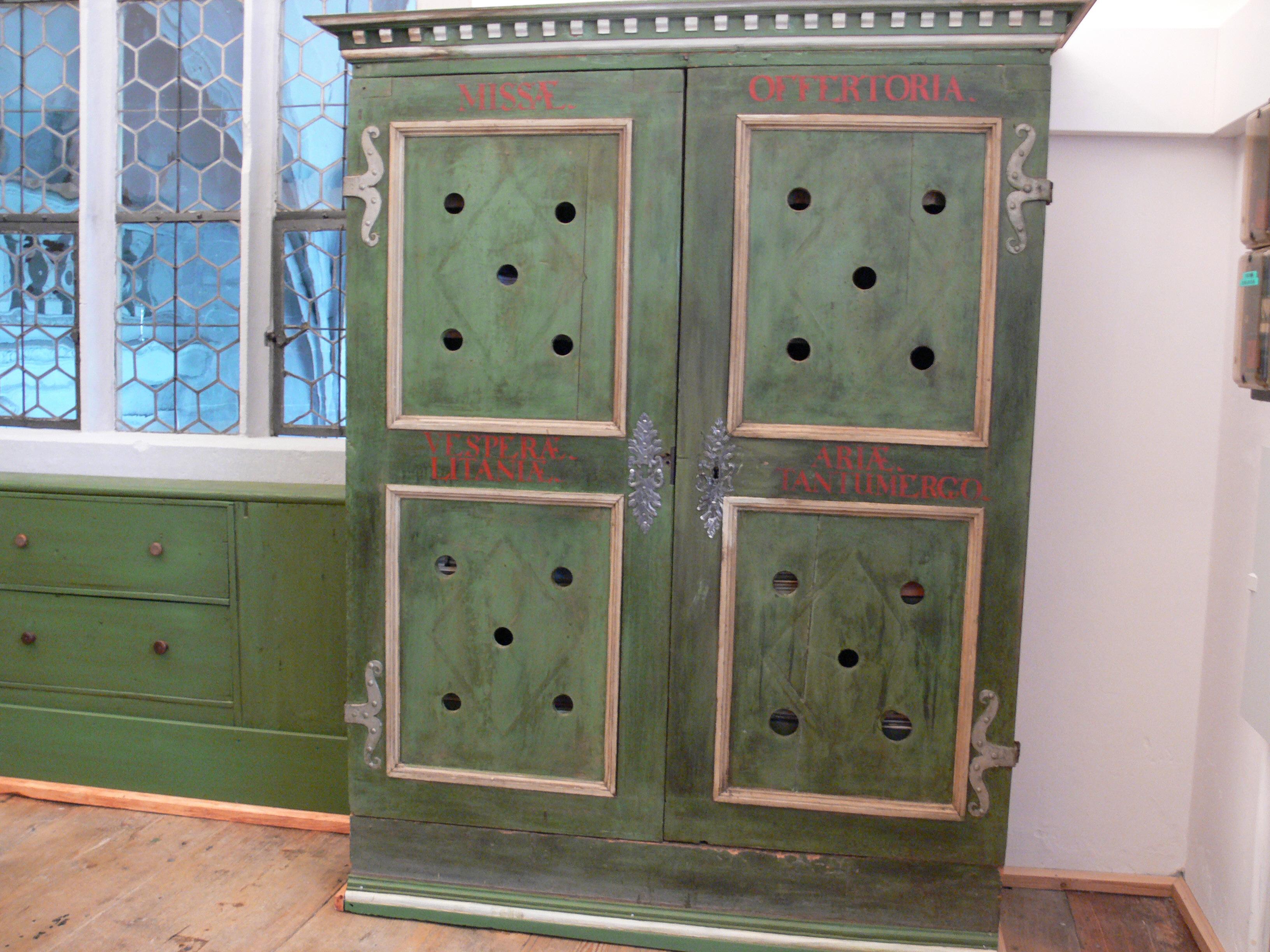
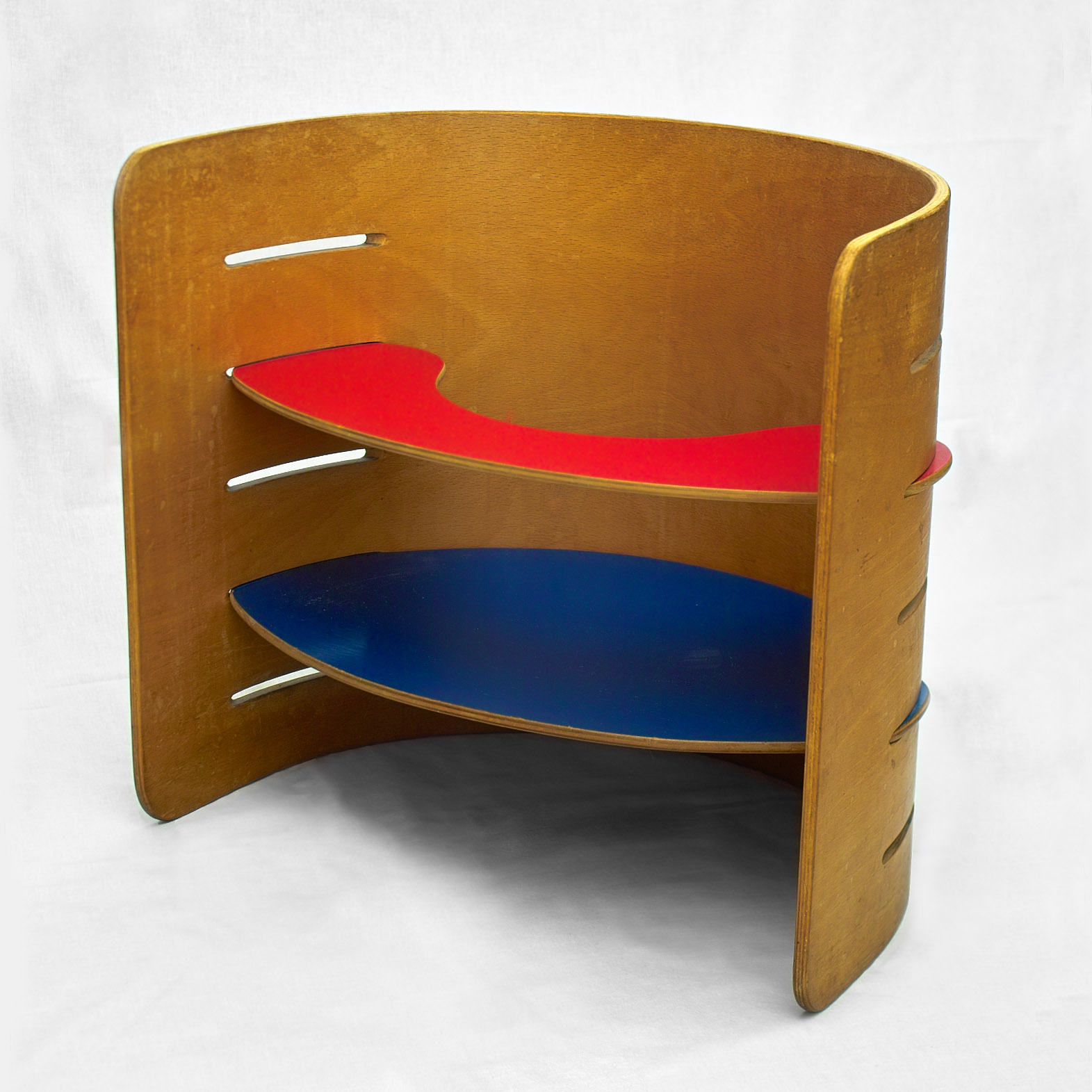

## Relação de mobiliário

### Casa
Quarto
- Cama
- Armário
- Roupeiro
- Cómoda
- Mesa de cabeceira

Sala de estar/Sala de jantar
- Mesa de refeições
- Mesa de centro
- Aparador
- Armário
- Sofá
- Poltrona
- Cadeira
- Estante

Escritório
- Escrivaninha
- Cadeira de escritório
- Estante de (livros, objetos etc)